# Aït Slimane
Aït Slimane (Ayt Sliman en kabyle) est une tribu berbère de Petite Kabylie, région montagneuse du nord de l'Algérie, établie dans les Babors, occupant le territoire constitué approximativement des communes de Boukhelifa, Tichy, Ait Tizi, Kendira, Aït Naoual Mezada et Talaifacene. Ce fut une des tribus les plus puissantes de la région des Babors.
Le footballeur et entraîneur franco-algérien Zinédine Zidane appartient à cette tribu. 

## Origine
La tribu de Beni-Sliman est un composé de fractions berbères et arabes qui ont constitué depuis longtemps une agglomération très homogène, mais qui ont des origines différentes, les unes sont venues du Maroc, d'autres du Sud Algérien ou de la Kabylie à des époques qu'il est difficile de préciser. Leurs mœurs, leurs coutumes et leur idiome se rapprochent de ceux des populations kabyles.
A noter, par exemple, la très connue Docteur Boukari, éminente dermatologue àNice, ex Ait Slimane.  